# Kundenleitsystem

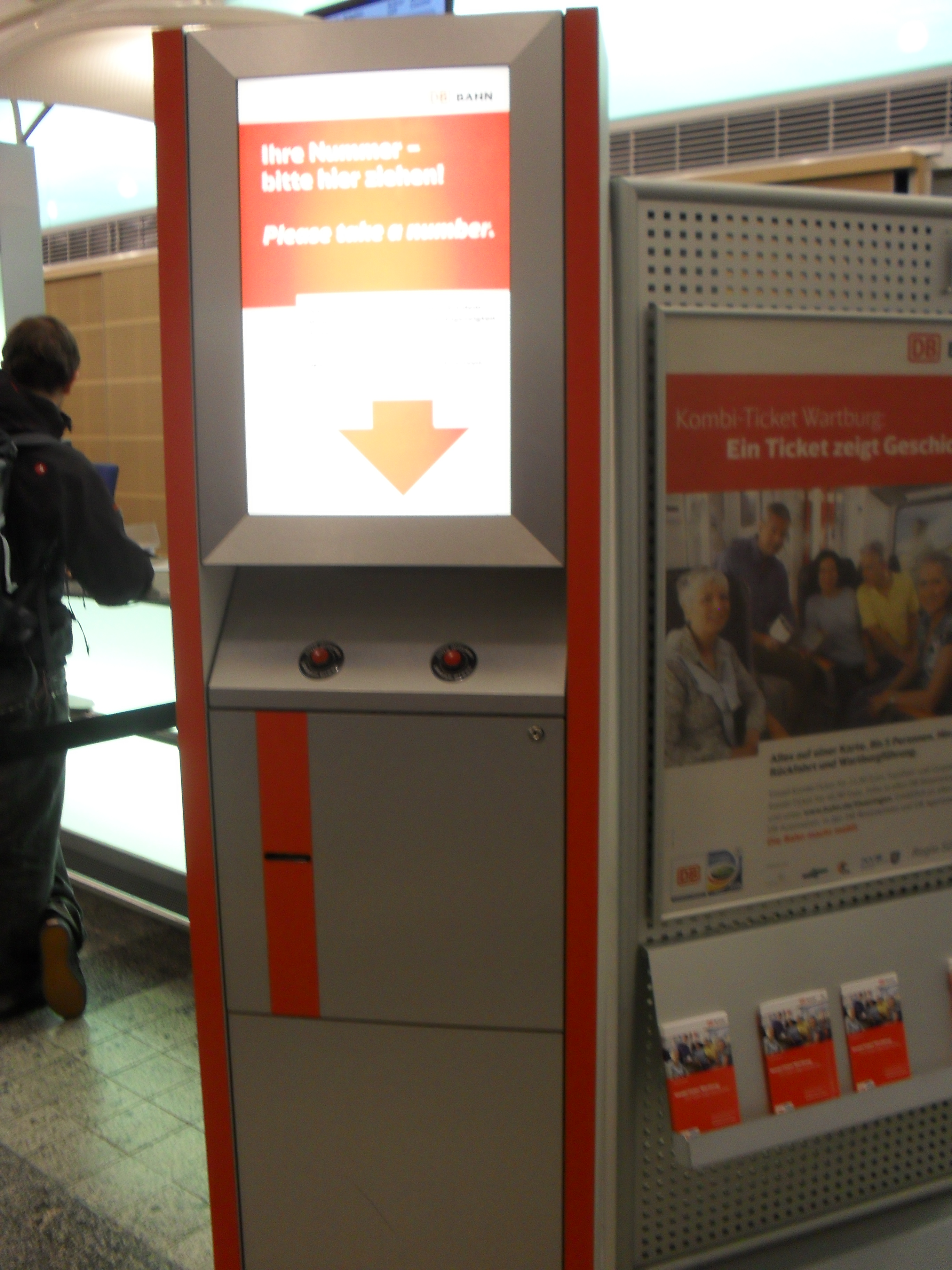
Ticket-Ausgabe-Automat an einem Hauptbahnhof (2012)

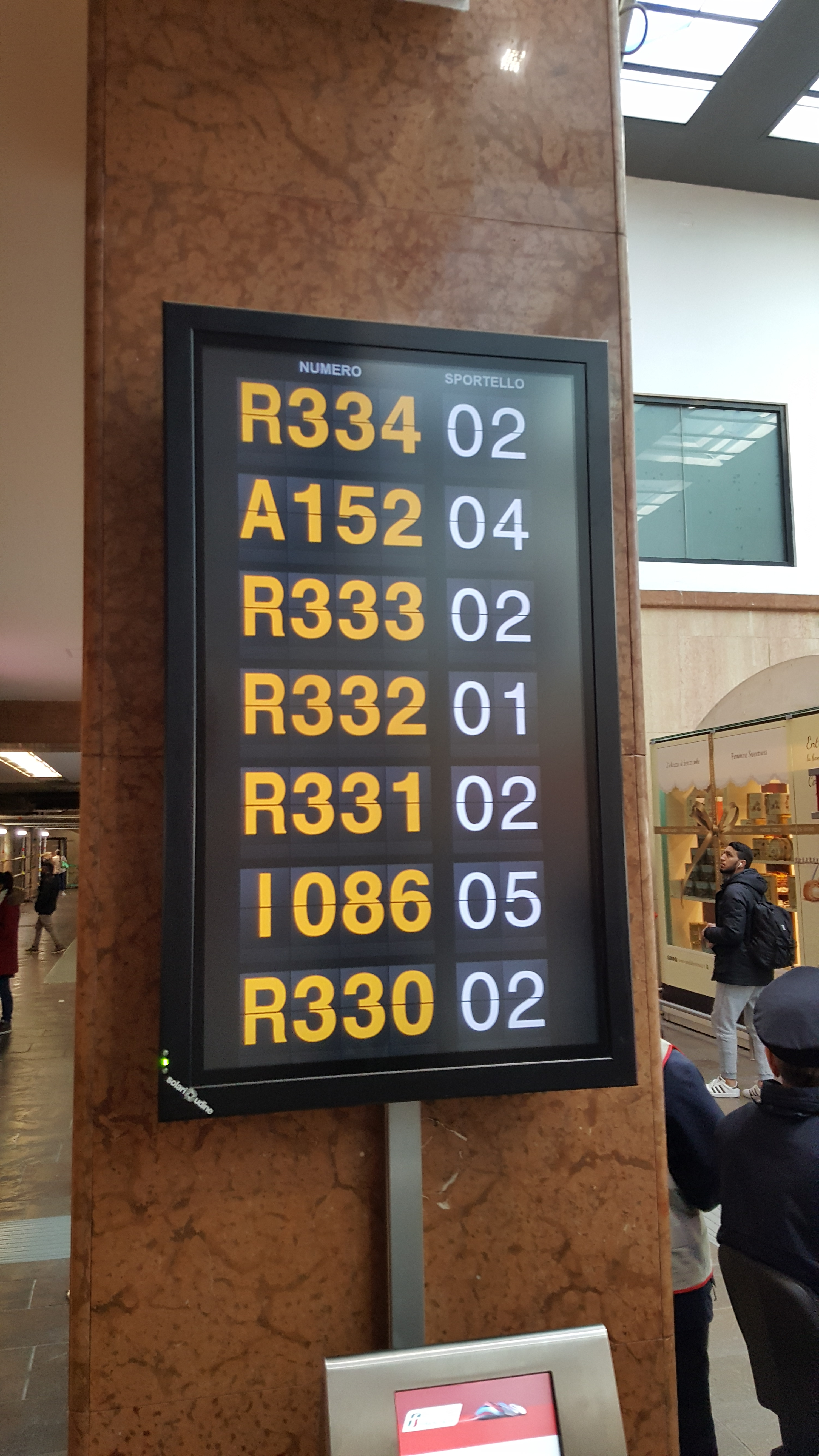
Aufrufanzeige mittels Fallblattanzeigern im Bahnhof Verona Porta Nuova

Unter einem Kundenleitsystem beziehungsweise einer Aufrufanzeige versteht man eine Art elektronischer Wegweiser für die Steuerung von wartenden Personen. Sie kommen dort zum Einsatz, wo relativ viele Kunden gleichzeitig eintreffen. Ein Kundenleitsystem kann den Kunden die Wartezeit angenehmer machen, braucht er doch nicht mehr in einer Warteschlange etwa vor einem Schalter anzustehen. Das hat aber auch für den Betreiber des Systems Vorteile. Der Kunde hat Zeit, seine Auslagen anzusehen oder Informationen zu lesen. 
Ein solches System besteht grundsätzlich aus vier Elementen:
- einer Ticket-Ausgabe
- einer Aufruf-Anzeige
- den Aufruf-Modulen
- einer Steuerungseinheit

## Ticket-Ausgabe
An der Ticket-Ausgabe bezieht der Kunde ein Ticket, eine Wartemarke. Dieses Ticket besteht im Wesentlichen aus einer Nummer, kann aber auch noch weitere Informationen wie geschätzte Wartezeit und Reklame enthalten. Technisch kann die Ticketausgabe in der einfachsten Form ein Halter für eine Rolle mit vorgedruckten Tickets sein. Die am häufigsten verwendete Form ist ein Gerät mit einem kleinen Rollenpapierdrucker ähnlich der Kassenbondrucker und einem Taster, über welchen der Kunde die Ausgabe eines Tickets auslöst.
Die modernste und vielseitigste, aber auch teuerste Variante ist die einer Touchscreen-Konsole. Diese Variante kommt vor allem dann zum Einsatz, wenn mehrere Warteschlangen (z. B. bei der Deutschen Bahn Fahrkarten, Gepäckaufgabe, Geldwechsel, Information im Bahnhof) und eine Benutzerführung in mehreren Sprachen benötigt werden.

## Aufruf-Anzeige
An der Aufruf-Anzeige wird den Wartenden angezeigt, welche Wartenummer sich zu welchem Schalter oder Beratertisch begeben soll. Die Aufruf-Anzeigen verfügen über einen Lautsprecher oder zumindest einen Gong, damit ein neuer Aufruf den Wartenden auch akustisch (auch Sprachaufrufe für Sehbehinderte sind möglich) angezeigt werden kann.
Es gibt Aufrufanzeigen in Form von Fallblattanzeigen (veraltet), LED-Displays und Flachbildschirmen beliebiger Größe. Die LED-Displays haben in der heute verbreiteten Flut von Flachbildschirmen etwas den Vorteil, weniger übersehen zu werden; die Flachbildschirme dagegen sind günstiger und sehr viel flexibler in deren Konfiguration.

## Aufruf-Modul
Die Personen, welche Kunden aufrufen können, benötigen in irgendeiner Form eine Einrichtung, um dies zu tun. Je nach Kundenleitsystem kann dies ein einfacher Druckknopf, ein etwas komfortableres Gerät mit gewissen Anzeigefunktionen oder ein kleines Programmmodul sein.

## Steuerungseinheit
Bei den günstigsten Kundenleitsystemen mit Papierrollen-Tickets ist die Steuerungseinheit reine Elektronik. Ansonsten handelt es sich um eine spezielle Software, welche die gesamte Kommunikation zwischen den Einheiten und Modulen steuert, die Ticket-Warteschlangen kontrolliert, aber auch in der Lage ist, zusätzliche Funktionen wie beispielsweise die Ansteuerung eines Relais für die automatische Öffnung einer Tür zu übernehmen.